# Вандея
Ванде́я (фр. Vendée, брет. Vande) — департамент на западе Франции, один из департаментов региона Пеи-де-ла-Луар. Порядковый номер — 85. Административный центр — Ла-Рош-сюр-Йон. Население — 692 705 человек (37-е место среди департаментов, данные 2020 г.).

## География
Департамент Вандея географически относится к региону Grand Ouest (Большой Запад). Кроме того, Вандея принадлежит как к Армориканской возвышенности (Бокаж), так и к Аквитанской низменности (равнины и болота на юге). Департамент Вандея граничит с департаментами Атлантическая Луара на севере, Мен и Луара на северо-востоке, Дё-Севр на востоке и Приморская Шаранта на юге. Западной границей департамента является побережье Бискайского залива Атлантического океана. Площадь территории — 6719,59 км². Через территорию департамента протекают реки Севр-Нантез, Севр-Ньортез, Лес и Вандея. В департамент входят два острова Нуармутье и Йе.
Департамент включает три округа, 17 кантон и 257 коммуны.

### Основные города
- Ла-Рош-сюр-Йон (55,2 тыс. чел, 2020 год)
- Ле-Сабль-д’Олон (46,9 тыс. чел, 2020 год)
- Шаллан (21,9 тыс. чел, 2020 год)
- Монтегю-Ванде (20,6 тыс. чел, 2020 год)
- Лез-Эрбье (16,2 тыс. чел, 2020 год)
- Фонтене-ле-Конт (13,1 тыс. чел, 2020 год)

## История
Вандея — один из первых 83 департаментов, образованных во время Великой французской революции в марте 1790 года. Возник на территории бывшей провинции Пуату. Название происходит от реки Вандея.
Территория Вандеи была занята в древности галльским племенем амбилиатов, входившим в армориканскую конфедерацию, сражавшуюся с Юлием Цезарем. Около 16 года до нашей эры она была присоединена императором Августом к территории пиктонов в качестве награды за помощь, оказанную пиктонами римлянам во время Венетской войны.
Таким образом, 2000 лет назад эта территория стала западной границей области Пуату: так называемая область Нижний Пуату (прибрежная и армориканская части Пуату) в составе королевства, а затем герцогства Аквитания. Кстати, Элеонора Аквитанская часто останавливалась в аббатстве Нёй-сюр-л’Отиз; также и легендарная фея Мелюзина, которая, согласно легенде, дала начало дому Лузиньянов, как полагают, обитала в лесу Мерван-Вуван в Вандее.
Из-за большого расстояния, отделяющего её от Пуатье, столицы области Пуату, протяженной береговой линии, уязвимой для нападений с моря, и сильного влияния города Нанта, эта территория долгое время была предметом противостоящих амбиций Анжу, Бретани и Аквитании.
В Раннем Средневековье, чтобы противостоять набегам викингов, которые были очень разрушительными в этом регионе, на большей части территории Нижнего Пуату было образовано независимое графство Эрбож. После того, как это графство было разрушено норманнами и ненадолго присоединено к Бретани герцогом Аленом II Кривая Борода в 942 году, большая часть этой территории вернулась под власть графов Пуатье в течение следующего столетия.
Чтобы положить конец непрекращающейся борьбе между тремя могущественными соседями, к северу от Нижнего Пуату была создана Марка Бретань-Пуату, что позволило этой территории воспользоваться многочисленными налоговыми льготами. В частности, вплоть до революции эта область, примерно соответствующая нынешней Вандее, как и Бретань, но в отличие от остальной части Пуату, была освобождена от габели.
Расположение Вандеи часто ставило эту территорию в центр крупных исторических столкновений, таких как Столетняя Война. Вандея была отмечена эпохой Возрождения, а также Реформацией, о чём свидетельствует наличие в департаменте многочисленных замков, относящихся к этому периоду. Благодаря своему промежуточному положению между Бретанью, оплотом Католической лиги, и Аквитанией, центром гугенотов, Нижний Пуату оказался в центре религиозных войн XVI и XVII веков. Положение усугублялось близостью к Ла-Рошели и сильным протестантским влиянием в восточной части провинции. Жесткие репрессии вынудили протестантов обратиться в другую веру или бежать из Франции.
Наибольшую известность в истории Вандея получила благодаря Вандейскому мятежу во время Революции. В течение нескольких лет территория недавно образованного департамента была ареной яростного противостояния крестьянских повстанцев (белые) и революционной армии (синие) в конфликте, ставшем причиной сотен тысяч смертей и надолго запечатлевшемся в памяти населения Вандеи. В июне 2006 года в поселке Ле-Люк-сюр-Булонь, разрушенном «адскими колоннами» генерала Тюрро во время террора, открылся Музей истории Вандеи, который рассказывает об истории Вандеи с доисторических времен до наших дней и проводит тематические выставки. Здесь же находится Вандейский мемориал, посвященный памяти жертв Вандейского мятежа.

## Экономика
Туризм является основным видом экономической деятельности Вандеи, поскольку Вандея ежегодно привлекает около 2,4 миллиона туристов, что в четыре раза превышает её население. Важное место в экономике занимает сельское хозяйство, прежде всего птицеводство. В департаменте возникло множество предприятий пищевой промышленности, некоторые из них использовали местные кулинарные традиции, такие как булочки по-вандейски, или гаш, и ветчина по-вандейски.
В Вандее есть несколько крупных рыболовных портов, первым из которых является Ле-Сабль-д’Олон, занимающий шестое место среди французских рыболовных портов. Ещё один важный порт, Сен-Жиль-Круа-де-Ви, является первым во Франции портом по ловле сардин. Значительная часть населения также занята в сфере услуг.
Структура занятости населения:
- сельское хозяйство — 4,7 %
- промышленность — 19,8 %
- строительство — 8,5 %
- торговля, транспорт и сфера услуг — 39,7 %
- государственные и муниципальные службы — 27,3 %

Уровень безработицы (2019 год) — 10,5 % (Франция в целом — 13,4 %). 

Среднегодовой доход на 1 человека, евро (2020 год) — 22 040 (Франция в целом — 21 110).

## Туризм
Вандея является вторым по величине департаментом Франции по количеству приезжающих туристов. В первую очередь их привлекает 250-километровое побережье Атлантического океана с 140 пляжами и самое большое количество солнечного света на Атлантическом побережье. Города Сент-Илер-де-Рье,Сен-Жан-де-Мон, Ле-Сабль-д’Олон и Сен-Жиль-Круа-де-Ви известны своими историческими памятниками. Особый интерес для туристов также представляют острова Нуармутье и Йе, население которых летом увеличивается в десять раз. Восточная часть Вандеи, хотя и не имеет выхода к морю, получила новый импульс развития благодаря тематическому парку Пюи-дю-Фу.
Интересны также столица департамента Ла-Рош-сюр-Йон – город Наполеона – с оригинальными механическими животными на площади Наполеона I и музей Вандеи, который позволяет познакомиться с историей департамента за несколько часов.

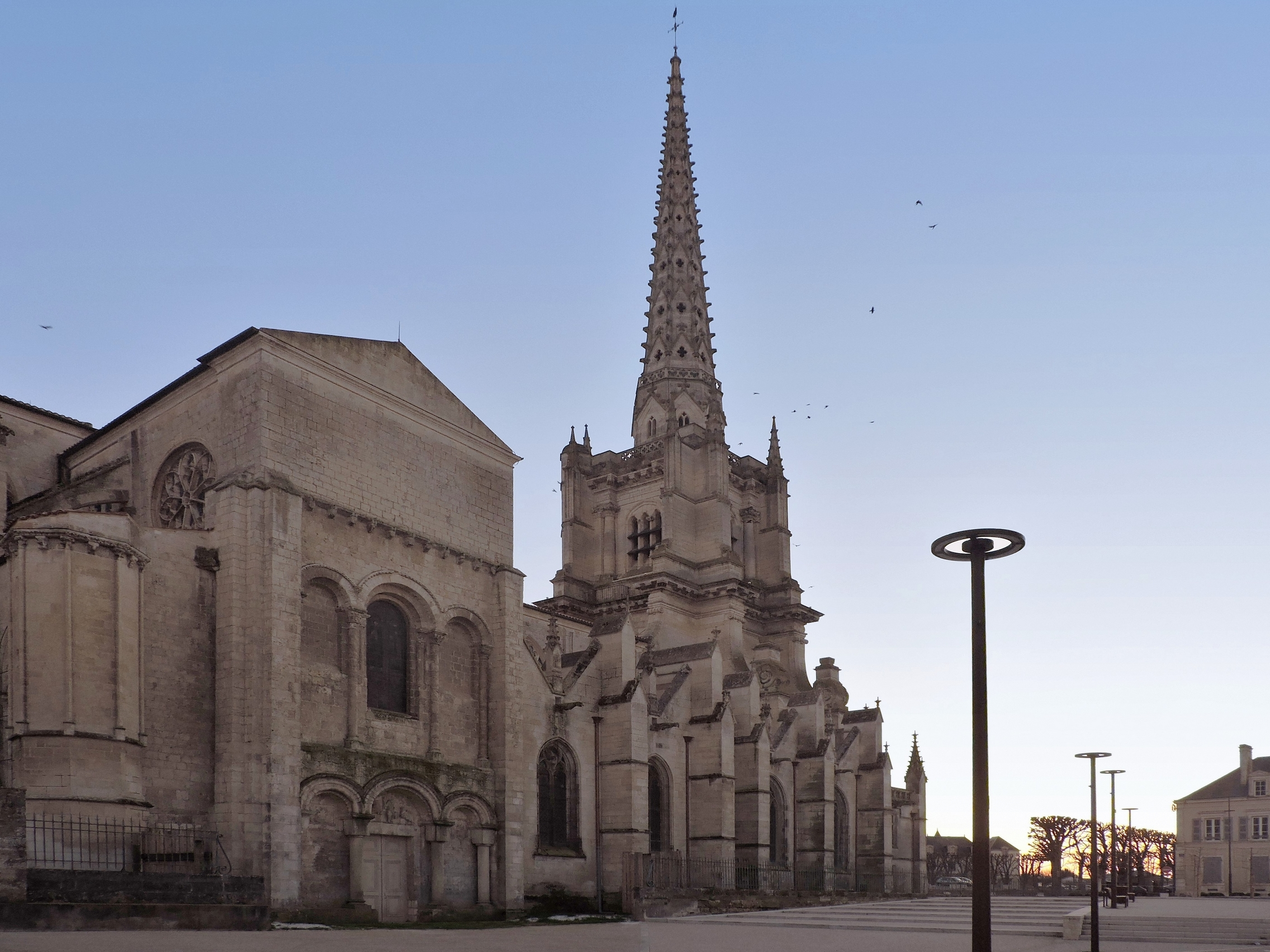
Кафедральный собор Успения Богородицы в Люсоне
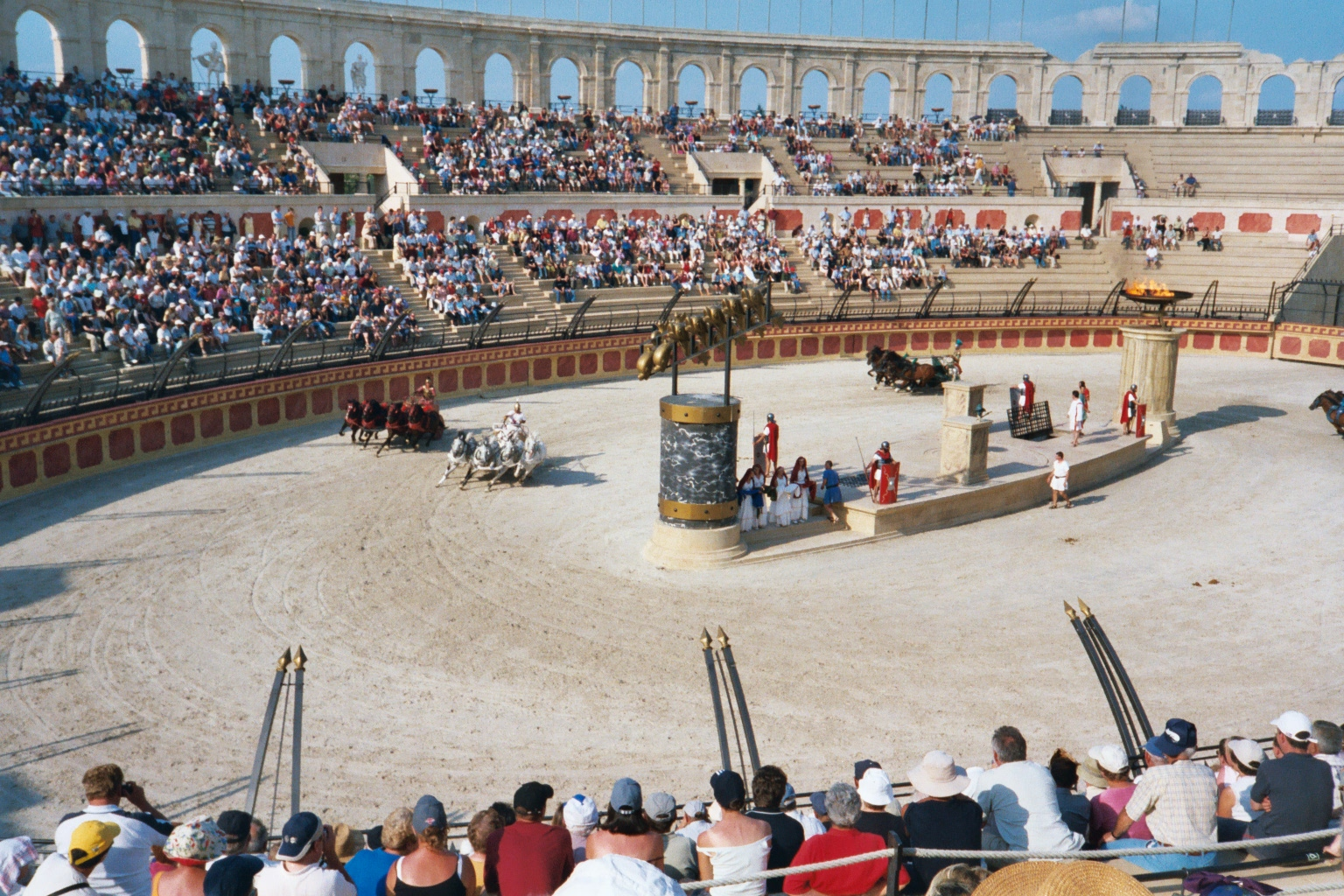
Парк Пюи-де-Фу
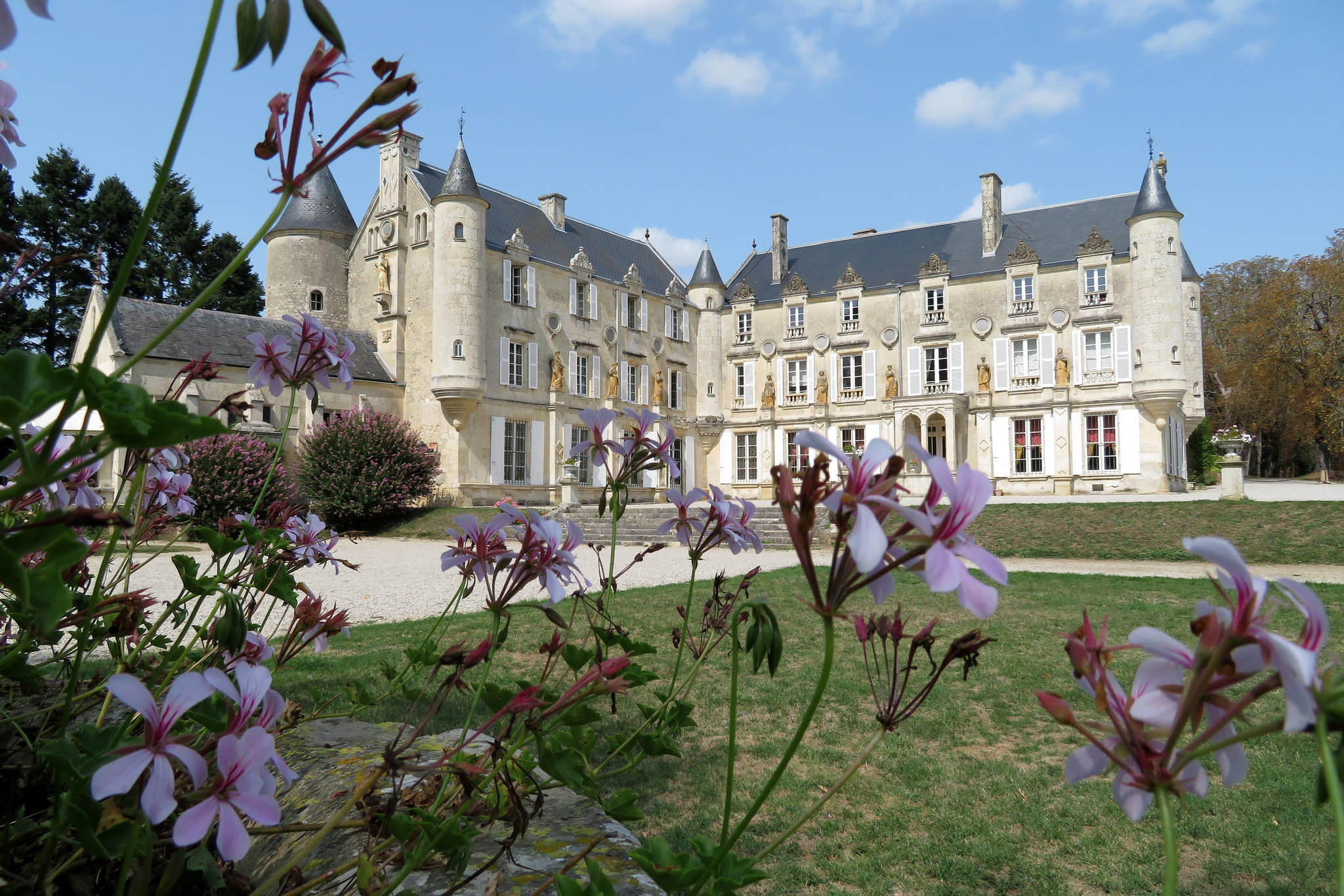
Шато Тер-Нёв в Фонтене-ле-Конт
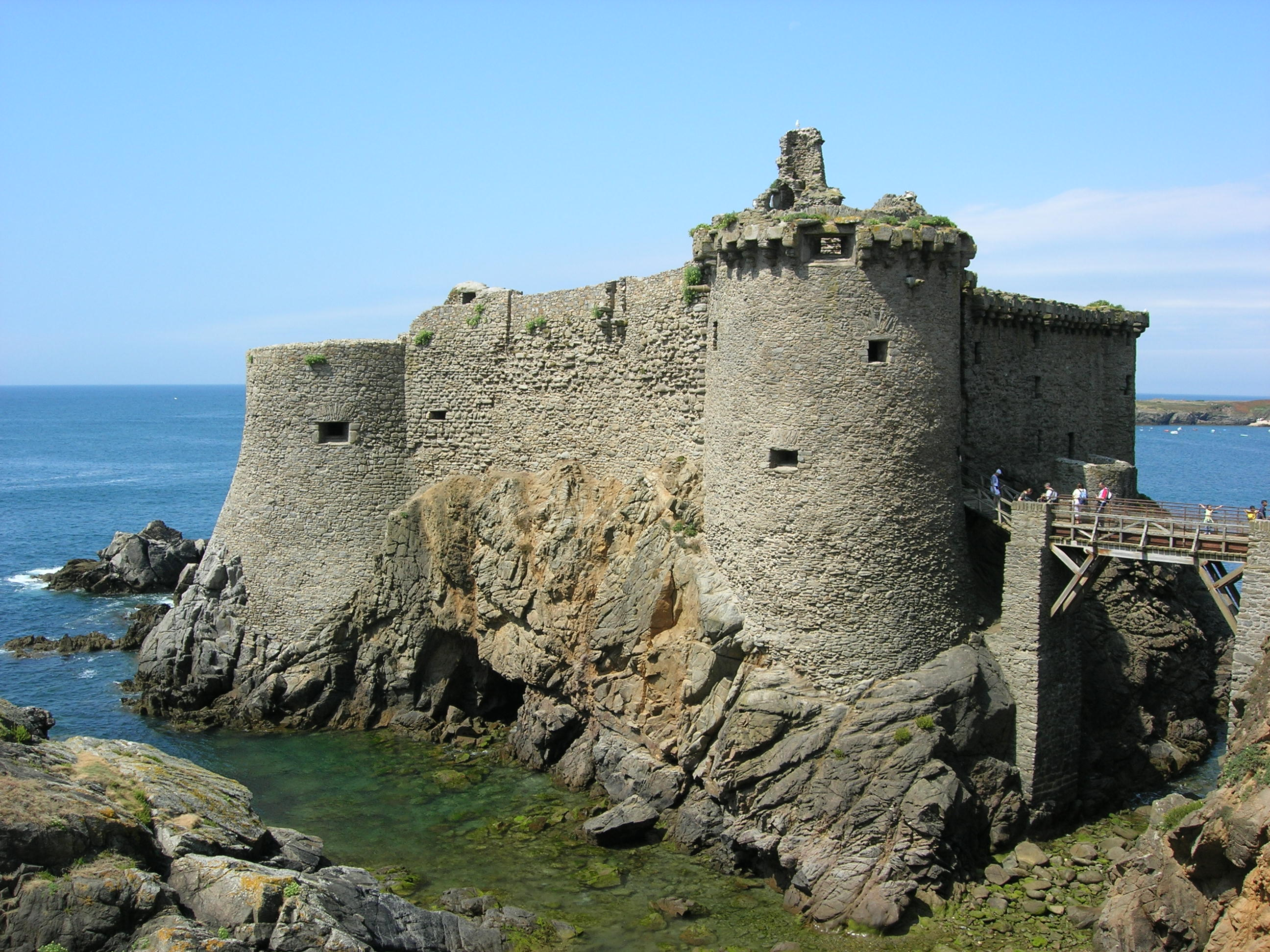
Замок на острове Йе
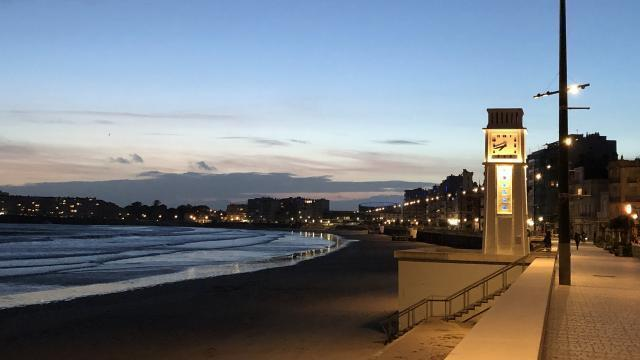
Набережная Ле-Сабль-д’Олона
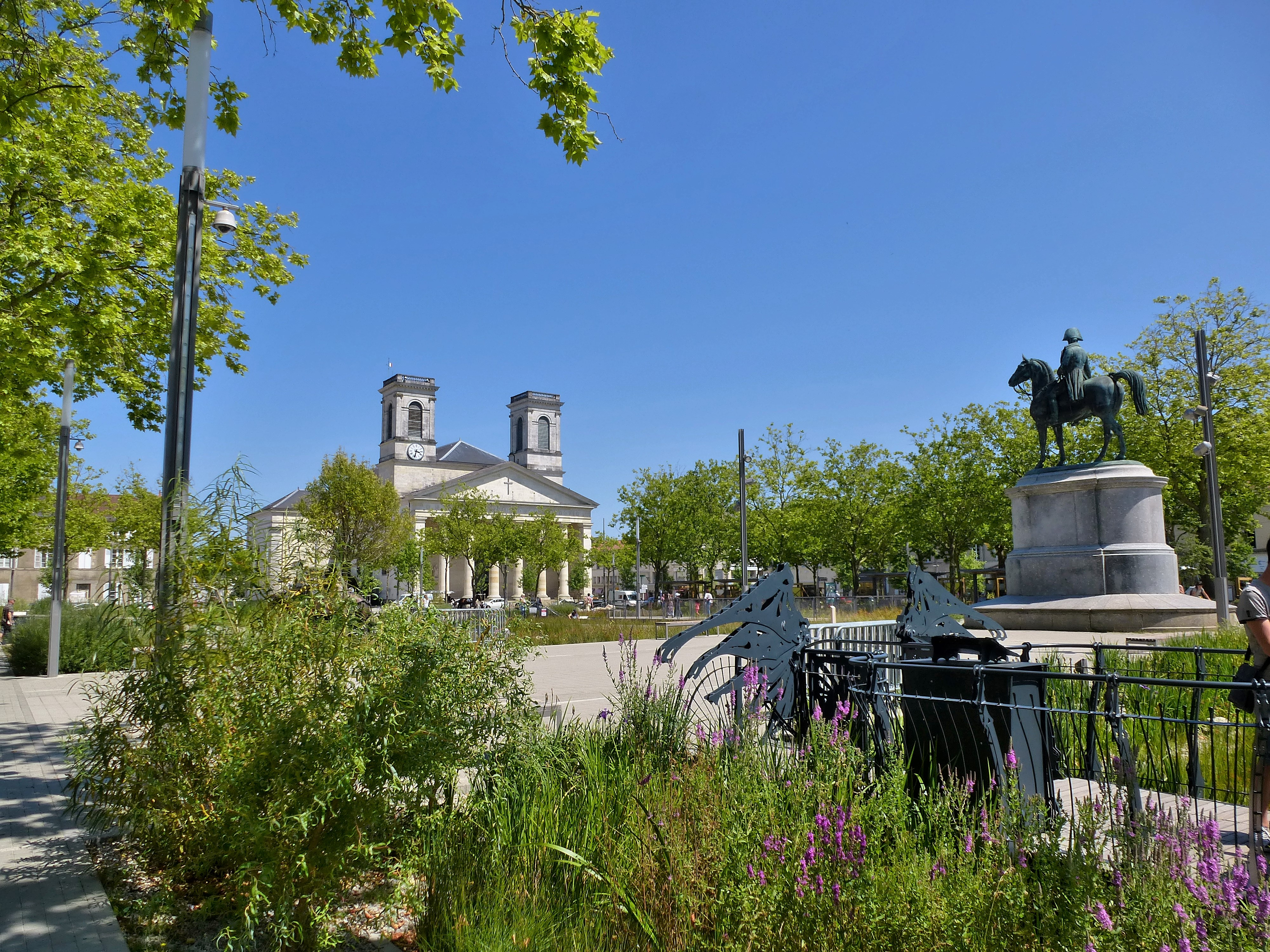
Площадь Наполеона I в Ла-Рош-сюр-Йоне
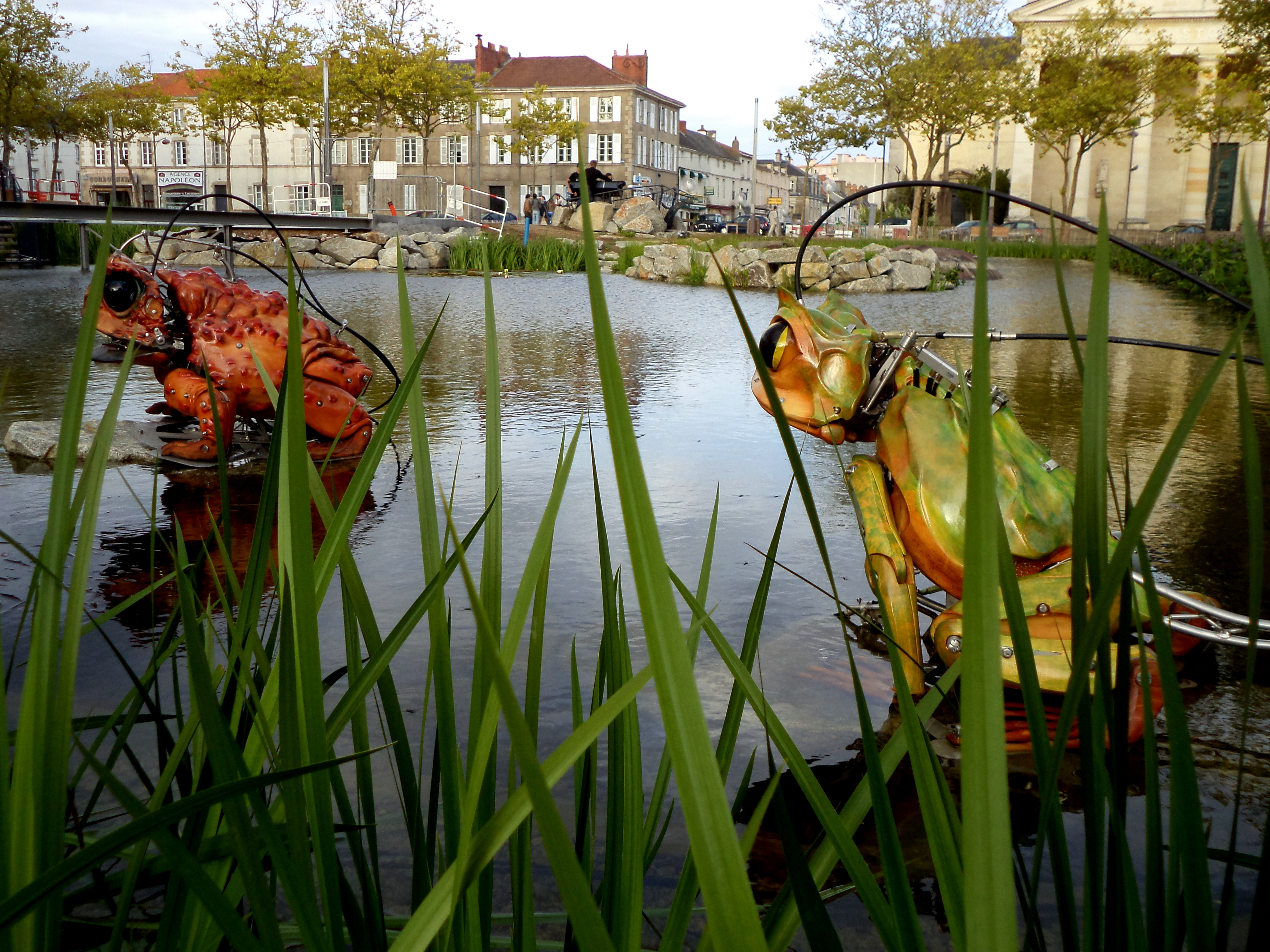
Механические животные на площади Наполеона I
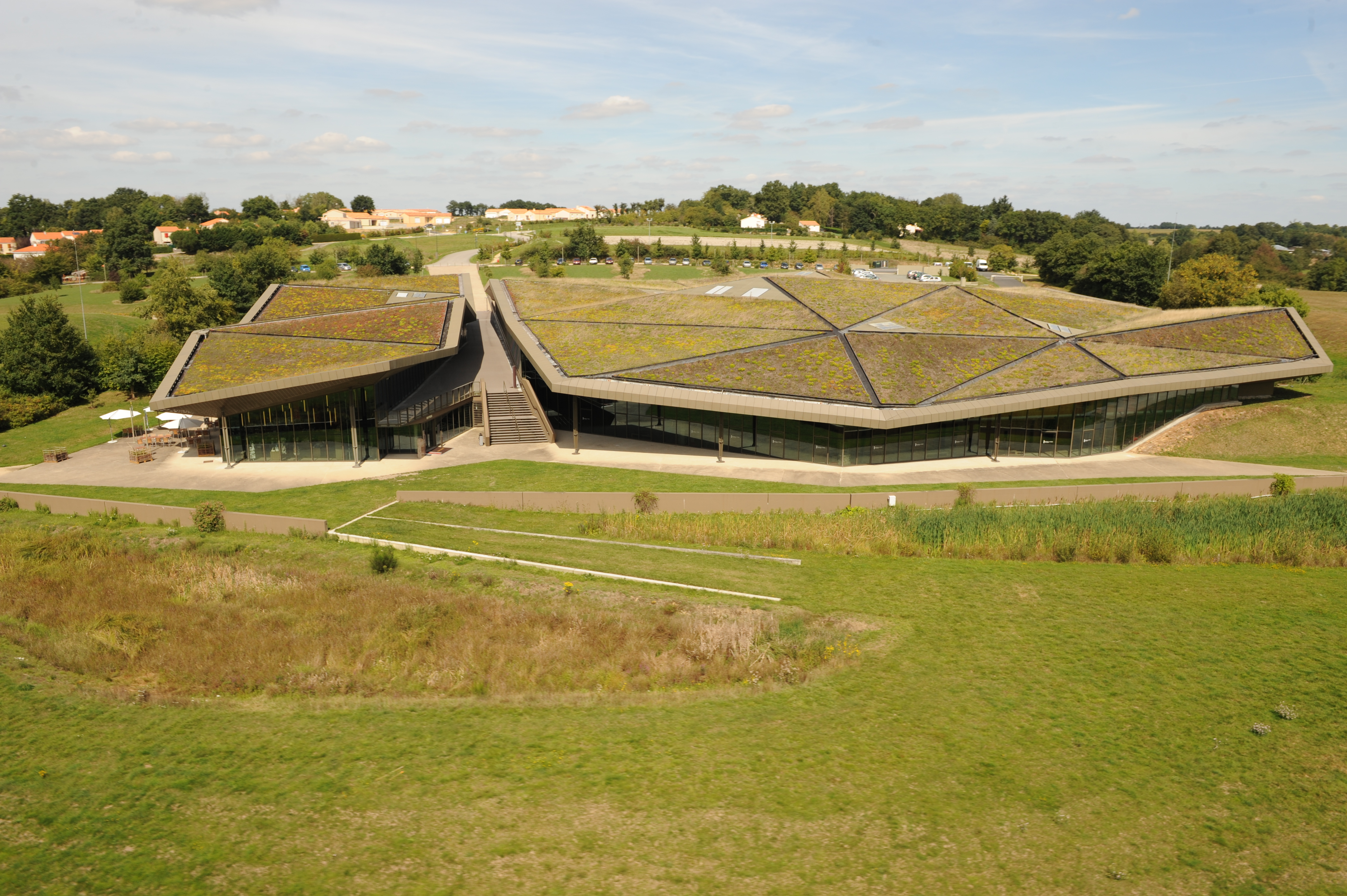
Музей истории Вандеи

## Политика
Результаты голосования жителей департамента на Президентских выборах 2022 г.:
1-й тур: Эмманюэль Макрон («Вперёд, Республика!») — 35,64 %; Марин Ле Пен (Национальное объединение) — 23,18 %; Жан-Люк Меланшон («Непокорённая Франция») — 14,42 %; Эрик Земмур («Реконкиста») — 6,11 %; Валери Пекресс («Республиканцы») — 5,37 %; Прочие кандидаты — менее 5 %.
2-й тур: Эмманюэль Макрон — 61,86 % (в целом по стране — 58,55 %); Марин Ле Пен — 38,14 % (в целом по стране — 41,45 %).

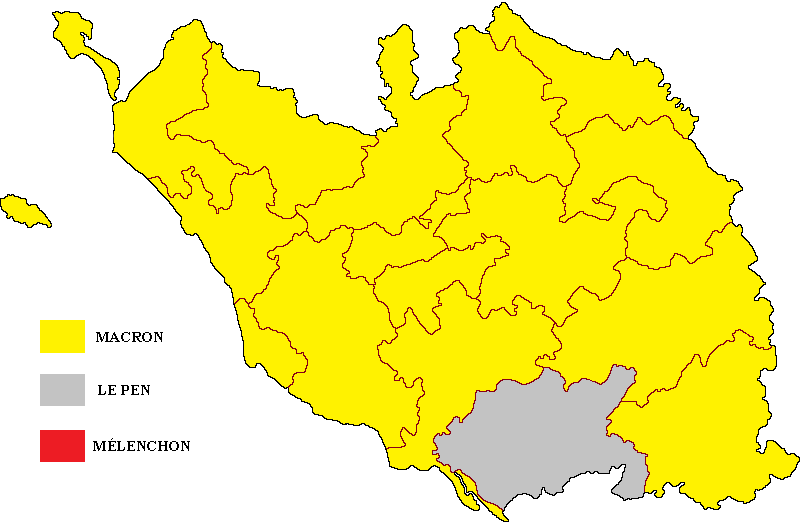
Президентские выборы 2022. Результаты 1 тура (по кантонам)
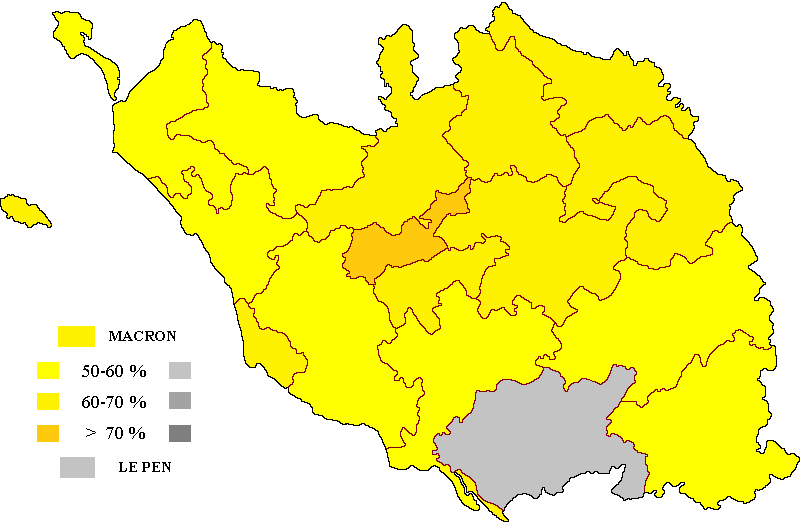
Президентские выборы 2022. Результаты 2 тура (по кантонам)
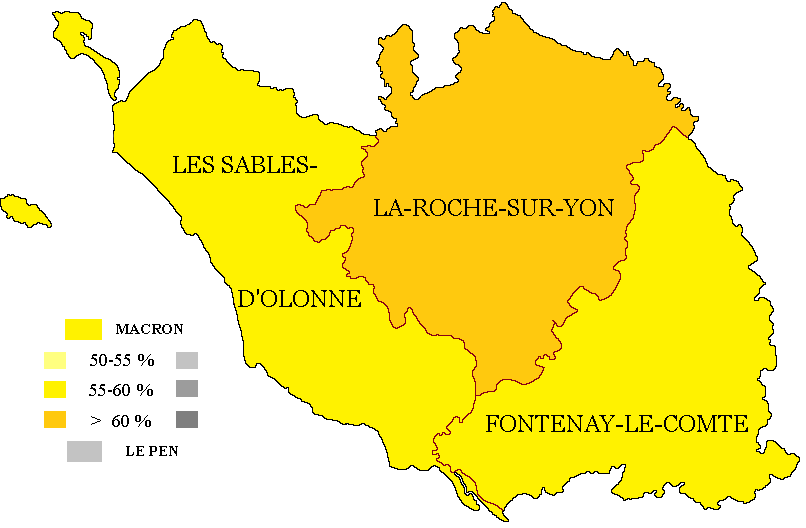
Президентские выборы 2022. Результаты 2 тура (по округам)

(2017 год — 1-й тур: Эмманюэль Макрон («Вперёд!») — 26,26 %; Франсуа Фийон («Республиканцы») — 25,50 %; Марин Ле Пен (Национальный фронт) — 18,53 %; Жан-Люк Меланшон («Непокорённая Франция») — 15,08 %; Николя Дюпон-Эньян (Вставай, Франция) — 5,78 %; Бенуа Амон (Социалистическая партия) — 5,10 %. Прочие кандидаты — менее 5 %. 2-й тур: Эмманюэль Макрон — 69,96 % (в целом по стране — 66,10 %); Марин Ле Пен — 30,04 % (в целом по стране — 33,90 %)).
(2012 год — 1-й тур: Николя Саркози (Союз за народное движение) — 32,89 %; Франсуа Олланд (Социалистическая партия) — 24,81 %; Марин Ле Пен (Национальный фронт) — 15,18 %; Франсуа Байру (Демократическое движение) — 12,13 %; Жан-Люк Меланшон (Левый фронт) — 8,46 %. Прочие кандидаты — менее 5 %. 2-й тур: Николя Саркози — 55,60 % (в целом по стране — 48,38 %); Франсуа Олланд — 44,40 % (в целом по стране — 51,62 %)).
(2007 год — 1-й тур: Николя Саркози (Союз за народное движение) — 29,72 %; Сеголен Руаяль (Социалистическая партия) — 21,67 %; Франсуа Байру (Союз за французскую демократию) — 20,77 %; Филипп де Вилье (Движение за Францию) — 11,28 %. 2-й тур: Николя Саркози — 57,06 % (в целом по стране — 53,06 %); Сеголен Руаяль — 42,94 % (в целом по стране — 46,94 %)).
В результате выборов в Национальное собрание в 2022 г. 5 мандатов от департамента Вандея распределились следующим образом: «Вперед, Республика!» — 2, «Горизонты» — 1, «Демократическое движение» — 1, Разные правые» — 1. (2017 год — 5 мандатов: «Вперед, Республика!» — 3, «Демократическое движение» — 2. 2012 год — 5 мандатов: Социалистическая партия — 2, «Союз за народное движение» — 2, «Движение за Францию» — 1. 2007 год — 10 мандатов: СНД — 2, «Движение за Францию» — 2, «Новый центр» — 1).
На региональных выборах 2021 года во 2-м туре победил «правый блок» во главе с президентом Регионального Совета Пеи-де-ла-Луар Кристель Морансе — 52,10 %, второе место получил объединённый блок «левых и зелёных» во главе с депутатом Национального собрания Матьё Орфеленом, получивший 24,76 % голосов, третьим было Национальное объединение во главе с депутатом Европейского парламента Эрве Жювеном — 13,77 %, четвёртыми ― «центристы» во главе с депутатом Национального собрания и бывшим министром Франсуа де Рюжи ― 9,37 %. (2015 год: «правый блок» — 52,71 %, «левый блок» ― 28,12 %, Национальный фронт — 19,18 %).

## Совет департамента
После выборов 2021 года в Совете департамента присутствуют только правые партии. Президент Совета департамента — Ален Лебёф (Alain Lebœuf) («Республиканцы).
Состав Совета департамента (2021—2028):
|                         | Партия                  | Кол-во мест             | +/- (к 2015 г.)         |
| Большинство: (34 места) | Большинство: (34 места) | Большинство: (34 места) | Большинство: (34 места) |
| ----------------------- | ----------------------- | ----------------------- | ----------------------- |
|                         | Разные правые           | 25                      | +3                      |
|                         | Республиканцы           | 9                       | +3                      |